# 필리프 비그라츠
필리프 비그라츠(독일어: Philip Wiegratz, 1993년 2월 17일~)는 독일의 배우이다.

## 작품 목록

### 영화
- 로어 (2012년) - 헬무트 역
- 야생닭 클럽 3 (2009년)
- 사랑에 빠진 야생닭 클럽: 15세 이야기 (2007년)
- 야생닭 클럽: 12세 이야기 (2006년)
- 찰리와 초콜릿 공장 (2005년)